# Mezinárodní mistrovství Evropy v ragby
Rugby Europe International Championships je mistrovství Evropy pro země 2. a 3. úrovně v rugby, a pořádá ho Rugby Europe.
Turnaj je rozdělen do 5 úrovní (dříve divizí). Jeho nejvyšší úroveň se nyní nazývá Rugby Europe Championship. Dřívější dvouletý cyklus byl nahrazen každoročním formátem, a mezi jednotlivými soutěžemi se postupuje a sestupuje.
V současnosti se Mezinárodní mistrovství Evropy v ragby člení na:
- Rugby Europe Championship
- Rugby Europe Trophy
- Rugby Europe Conference 1 (sever, jih)
- Rugby Europe Conference 2 (sever, jih)
- Rugby Europe Development

| ročník  | Championship | Championship | Championship | Championship | Trophy                       | Trophy                       | Conference 1                 | Conference 1                 | Conference 1                 | Conference 1                 | Conference 2                 | Conference 2                 | Conference 2                 | Development                  |
| ročník  | vítěz        | 2. místo     | 3. místo     | sestup       | vítěz                        | sestup                       | vítěz                        | vítěz                        | sestup                       | sestup                       | vítěz                        | vítěz                        | sestup                       | vítěz                        |
| ročník  | vítěz        | 2. místo     | 3. místo     | sestup       | vítěz                        | sestup                       | sever                        | jih                          | sever                        | jih                          | sever                        | jih                          | sever+jih                    | vítěz                        |
| ------- | ------------ | ------------ | ------------ | ------------ | ---------------------------- | ---------------------------- | ---------------------------- | ---------------------------- | ---------------------------- | ---------------------------- | ---------------------------- | ---------------------------- | ---------------------------- | ---------------------------- |
| 2016-17 | Rumunsko     | Gruzie       | Španělsko    |              | Portugalsko                  | Ukrajina                     | Česko                        | Malta                        | Lucembursko                  | Kypr                         | Maďarsko                     | Bosna a Hercegovina          | Turecko                      | Slovensko                    |
| 2017-18 | Gruzie       | Rusko        | Německo      |              | Portugalsko                  | Moldavsko                    | Litva                        | Malta                        | Lotyšsko                     | Andorra                      | Lucembursko                  | Kypr                         | Estonsko                     | Bulharsko                    |
| 2018-19 | Gruzie       | Španělsko    | Rumunsko     | Německo      | Portugalsko                  | Česko                        | Ukrajina                     | Malta                        | Moldavsko                    | Bosna a Hercegovina          | Lotyšsko                     | Slovinsko                    | Slovensko                    | Turecko                      |
| 2019-20 | Gruzie       | Španělsko    | Rumunsko     | Belgie       | Nizozemsko                   | -                            | -                            | -                            | -                            | -                            | -                            | -                            | -                            | -                            |
| 2020-21 | Gruzie       | Rumunsko     | Portugalsko  | -            | nehrálo se z důvodu covid 19 | nehrálo se z důvodu covid 19 | nehrálo se z důvodu covid 19 | nehrálo se z důvodu covid 19 | nehrálo se z důvodu covid 19 | nehrálo se z důvodu covid 19 | nehrálo se z důvodu covid 19 | nehrálo se z důvodu covid 19 | nehrálo se z důvodu covid 19 | nehrálo se z důvodu covid 19 |
| 2021-22 | Gruzie       | Rumunsko     | Španělsko    | Rusko        | Belgie                       |                              |                              | Chorvatsko                   |                              |                              |                              | Bulharsko                    |                              |                              |